# Milton (condado de Chittenden)
Milton es un lugar designado por el censo ubicado en el condado de Chittenden en el estado estadounidense de Vermont. En el año 2010 tenía una población de 1.861 habitantes y una densidad poblacional de 422,95 personas por km².

## Geografía
Milton se encuentra ubicado en las coordenadas 44°38′18″N 73°6′43″O / 44.63833, -73.11194.

## Demografía
Según la Oficina del Censo en 2000 los ingresos medios por hogar en la localidad eran de $46,458 y los ingresos medios por familia eran $48,882. Los hombres tenían unos ingresos medios de $34,792 frente a los $26,548 para las mujeres. La renta per cápita para la localidad era de $18,037. Alrededor del 6.5% de la población estaban por debajo del umbral de pobreza.